# Kaja, ubit ću te! (1967.)
Kaja, ubit ću te! hrvatski je dugometražni film iz 1967. godine. Zbog svoje nadrealne atmosfere i rascjepkane priče bez prave linearne radnje, koja alegorično govori o iracionalnoj pojavi zla, "Kaja" se može karakterizirati kao eksperimentalni art film, te je stoga pri premijeri podijelio kritiku, no danas se smatra jednim od klasika hrvatske kinematografije.

## Radnja
Trogir. Ubojstva nije bilo preko 100 godina. Gradić i njegovi miještani uživaju u miru. Zidine neke kuće se sruše, neki čovjek pleše i dere se. Ribe i morski konjici plivaju po moru, djeca se igraju ali se odjednom posvađaju. More se uzbrka, dolazi nevrijeme. Skupina mladića, među kojima je i Piero Coto, postavljaju sovu i čekaju da ona odleti, ali ona se ne pomakne. 
Na tržnici se prodaje meso i sprema zaklati životinja dok prolaznik padne u nesvijest. Javljaju se talijanski okupatori i grad se podijeli na njihove poklonike i protivnike, većinom u obliku proletarijata. Piero Coto se odlučio za Talijane, šikanira gradskog Patricija i s kolegama uništava kulturne spomenike. Na kraju ubiju Kaju, vlasnika dućana.

## Uloge
- Zaim Muzaferija - Kajo Sicilijani
- Uglješa Kojadinović - Piero Coto
- Antun Nalis - Tonko
- Jolanda Đačić - Mare Karantanova
- Izet Hajdarhodžić - Ugo Bala
- Boris Dvornik

## Vanjske poveznice
- Kaja, ubit ću te! u internetskoj bazi filmova IMDb-a
- "Kaja, Ubit ću te!"  Arhivirana inačica izvorne stranice od 7. lipnja 2011. (Wayback Machine) na Film.hr